# The Guilty (película de 2021)
The Guilty (titulada Culpable en Hispanoamérica) es una película de género thriller estadounidense de 2021 dirigida y producida por Antoine Fuqua sobre un guion adaptado por Nic Pizzolatto. Es un remake de la película danesa del mismo nombre de 2018. Protagonizada por Jake Gyllenhaal y Christina Vidal, con las voces de Ethan Hawke, Riley Keough, Eli Goree, Da'Vine Joy Randolph, Paul Dano, y Peter Sarsgaard.
Culpable tuvo su estreno mundial en el Festival Internacional de cine de Toronto el 11 de septiembre de 2021, donde recibió críticas mayoritariamente positivas aunque los críticos concordaron en que la película no superó a la versión original. La película tuvo un estreno restringido el 24 de septiembre de 2021 y posteriormente se estrenó en Netflix el 1 de octubre.

## Argumento

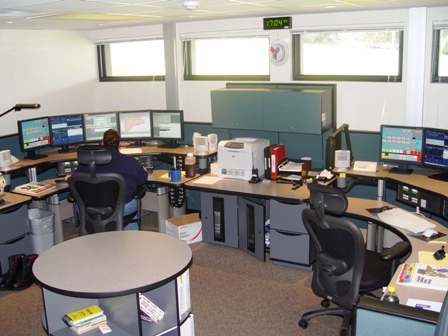
Toda la trama se desarrolla en un centro de llamadas de emergencia del 911.

Joe Baylor, un agente del LAPD muy estresado trabaja en el turno de noche en un centro de llamadas de emergencia (911), completamente saturado de llamadas relacionadas con grandes incendios forestales en Hollywood Hills. Ha sido suspendido temporalmente de sus labores de patrulla y colocado en "trabajo de escritorio" en el centro de llamadas, mientras espera una audiencia judicial relacionada con un incidente ocurrido ocho meses atrás, pero tiene esperanzas de regresar a su trabajo anterior. Joe atiende algunas de las llamadas del teléfono de emergencia mientras es acosado por una reportera de Los Ángeles Times que le insiste para que haga una declaración sobre la audiencia.
Emily Lighton llama a la línea de emergencias; es una mujer joven a la que se nota que no puede expresarse con naturalidad y Joe deduce que ha sido raptada y que está en un vehículo con su secuestrador. Joe se entera de que van en una camioneta blanca por la autopista. El conductor empieza a sospechar y Emily tiene que colgar antes de poder proporcionar cualquier detalle adicional. Joe pasa la información a la Patrulla de Carreteras de California, pero son incapaces de localizar la camioneta sin más datos. Llama entonces al número de teléfono de la casa de Emily y logra hablar con su joven hija, Abby. La niña le dice que su mamá fue secuestrada por Henry, su exmarido. Joe consigue el número de teléfono de Henry gracias a Abby y lo utiliza para conseguir el número de matrícula de la camioneta, pasando la información a los agentes de tráfico y enviando después otra patrulla al domicilio donde se encuentran Abby y su hermano, el bebé Oliver. También solicita una inspección del apartamento de Henry, solicitud que le deniegan por carecer de una orden oficial de registro.
Joe llama su mujer, Jess, de quien se ha separado hace seis meses, pidiendo hablar con su hija Paige que se encuentra dormida. Jess le dice que no se presentará durante su audiencia y le pide a Joe que deje de llamarla. Joe llama entonces a Henry, localizándole por sus antececdentes por agresión, y le dice que sabe que Emily está con él y le exige que le diga hacia dónde se dirigen, pero Henry cuelga. Luego Joe llama su excompañero Rick, que está fuera de su turno, y le pide que vaya a comprobar si hay alguien en casa de Henry. Rick, que tiene previsto presentarse como testigo principal en la audiencia de Joe, expresa su preocupación de que las cosas no resulten como ellos lo esperan ya que ciertos agentes federales ha estado intentando hablar con él.
Joe recibe una llamada de una asustada Abby y le da instrucciones para abrir la puerta a los dos agentes de policía enviados a la casa. Los agentes comprueban que Abby tiene sangre en las manos y que su hermano Oliver, que estaba supuestamente dormido, realmente se encuentra gravemente herido o muerto. Entre tanto Rick entra en el apartamento de Henry encontrando montones de cartas y documentos. Joe le pide que busque información que les pueda ayudar a deducir hacia dónde está yendo Henry. Entonces llama a Emily y le convence para que accione el freno de mano, pero falla en su intento de hacer chocar la camioneta. Emily es encerrada entonces en la parte de atrás de la furgoneta y le devuelve la llamada a Joe, que la convence de que tendrá que atacar a Henry en cuanto abra la puerta, puesto que "se lo merece". En medio de un ataque de histeria, Emily le cuenta a  Joe que ella creía que Oliver tenía “serpientes en su estómago” y que “se las sacó”. Cuando Henry para la camioneta e intenta sacar a Emily de la parte de atrás ella le golpea con un ladrillo y se escapa.
Rick llama entonces a Joe y le dice que ha encontrado en el apartamento de Henry documentos relacionados con una clínica de tratamiento psiquiátrico en San Bernardino, donde Emily había estado internada como paciente. Joe llama a Henry, que realmente estaba llevando a Emily de vuelta a la clínica puesto que su salud había empeorado de gravedad por haber dejado de tomar su tratamiento desde hacía varias semanas, ya que ya no podían costearlo. Joe le pregunta a dónde se pudo haber ido Emily, pero Henry no lo sabe.
Emily llama a Joe desde un paso elevado, de lo que deduce que  está preparándose para saltar hacia la muerte cuando se ha percatado de lo que ha hecho. Joe manda a una patrulla a su ubicación mientras intenta convencerla de que baje del puente. Para distraerla Joe le revela que mató a un hombre en el cumplimiento del deber; cuando Emily pregunta por qué, él dice que no lo sabe, pero que estaba muy enojado y quiso castigar al hombre que le había hecho daño a alguien más, presuntamente. Ella le pregunta si también tenía "serpientes" y él asiente. Profundamente conmocionado, Joe dice a Emily que su familia aún la ama, y que le prometió a Abby que su mamá volvería a casa. Cuando la patrulla llega al puente, Emily dice que se va a ir con Oliver y cuelga. Joe piensa que ha saltado, pero el centro de llamadas de emergencia se comunica para confirmarle que consiguieron que Emily se entragara sin incidentes. También le avisan que el bebé Oliver está vivo y en la UCI en el hospital.
En el baño, Joe vomita. Llama a Rick, pidiéndole que se retracte de su declaración original (donde le exculpaba) y que diga la verdad en su declaración como testigo en la audiencia, incluso aunque esto le signifique una sentencia de años en prisión. Joe entonces llama a la reportera del Times, para confirmarle que se declarará culpable en el juicio.

## Reparto
- Jake Gyllenhaal como Joe Baylor
- Christina Vidal como la Sargento Denise Wade
- Adrián Martínez como Manny

### Voces
- Ethan Hawke como el Sargento Bill Miller
- Riley Keough como Emily Lighton
- Eli Goree como Rick
- Da'Vine Joy Randolph como agente del Centro
- Paul Dano como Matthew Fontenot
- Peter Sarsgaard como Henry Fisher
- Christiana Montoya como Abby
- David Castañeda como el agente Tim Gervasi
- Beau Knapp como Dru Nashe
- Edi Patterson como la reportera Katherine Harbor

## Producción
En diciembre de 2018, se anunció que Jake Gyllenhaal había adquirido los derechos del filme thriller danés "El Culpable", del cual produciría un remake, que también protagonizaría. En septiembre de 2020, se anunció que  Antoine Fuqua dirigiría y produciría la película, a partir de un guion adaptado por Nic Pizzolatto. Al mes, Netflix adquirió en todo el mundo los derechos a la película por $30 millones de dólares. En noviembre de 2020, Ethan Hawke, Peter Sarsgaard, Riley Keough, Paul Dano, Byron Bowers, Da'Parra Joy Randolph, David Castaneda, Christina Vidal, Adrian Martinez, Bill Burr, Beau Knapp y Edi Patterson se unieron al reparto de la película.
La fotografía principal empezó a rodarse en Los Ángeles en noviembre de 2020 durante la Pandemia de Covid-19 y duró 11 días. Tres días antes del inicio de la producción, una persona en contacto con el director Antoine Fuqua dio positivo de COVID-19. Fuqua dio negativo posteriormente, pero para mantenerse aislado y no causar más retrasos, tuvo que dirigir la película entera desde una furgoneta con pantallas con acceso a las cámaras, desde donde mantenía contacto y daba instrucciones al equipo técnico y al reparto.

## Estreno
Culpable tuvo su estreno mundial en el Festival Internacional de Cine de Toronto el 11 de septiembre de 2021. La película tuvo un estreno limitado el 24 de septiembre de 2021, luego se estrenó digitalmente en Netflix el 1 de octubre.

## Crítica
En el sitio web de Rotten Tomatoes, la película tiene un índice de aprobación de 74% basado en 85 revisiones, con un índice promedio de 6.5/10. El consenso crítico del sitio web dice: "Culpable es otro remake americanizado que no supera al original, pero su premisa es todavía lo bastante sólida para apoyar un thriller tenso y bien actuado." Metacritic dio a la película una puntuación ponderada media de 66/100 basándose en 22 críticas, indicando "revisiones generalmente favorables".